# Сяо Хэ
Сяо Хэ (кит. 萧何, ок. 257 до н. э. — 193 до н. э.) — китайский политический деятель, юрист, влиятельный чэнсян времен раннего периода династии Хань.

## Биография
Родился около 257 года до н. э. в уезде Фэньи (часть современной провинции Цзянсу). О молодых годах нет сведений. Свою карьеру начал на должности гунцао (секретаря) в уезде Пэй. Во время службы подружился с Лю Баном, будущим императором.
В 209 году до н. э., с началом восстания против династии Цинь, Сяо Хэ поддержал антиправительственное выступление Лю Бана, встретив последнего в захваченных городках Пей. Благодаря действиям Сяо Хэ именно Лю Бана объявили одним из руководителей восстания на значительной территории империи. В дальнейшем находился в свите Лю Бана во время войны против циньских войск.
В 206 году до н. э., после победы Лю Бана, Сяо Хэ в столицу империи Сяньян взял под свой личный контроль императорские архивы, что дало ему возможность хорошо ознакомиться с тогдашними юридическими документами, картами страны, данным о ее населении и использовать их в своей дальнейшей служебной деятельности. В дальнейшем убедил отступить Лю Бана перед превосходящими силами другого предводителя повстанцев Сян Юя для накопления необходимых сил. В том же году Сяо Хэ назначается чэнсяном ванства Хань.
В 205 году до н. э. издал судебник «Цзючжан-лю» («Законы в девяти 9 главах»), опиравшегося за законодательные правила династии Цинь. В отличие от последних он смягчил наказание, убрав истребления 3 поколений и общую ответственность родственников и соседей. В то же время при Сяо Хэ было увеличено количество статей относительно ответственности руководителей, которые знали о преступлениях своих подчиненных, добавлены 3 раздела служебных законов: «Подати», «Конюшни» и «Дворы».
Сяо Хэ приложил много усилий для привлечения на сторону Лю Бана способных военных и усиления его войска. Одновременно разработал мероприятия по нормализации питания ханьского войска, благодаря чему отсутствовало недовольство среди простых воинов. Во время войн Лю Бана с соперниками за власть в империи, Сяо Хэ пытался восстановить падшую экономику, прежде всего сельское хозяйство: земли циньских аристократов были распределены между крестьянами и сторонниками Лю Бана, улучшена кадровая работа — приоритет отдавался способностям чиновников, а не знатности. После окончательной победы Лю Бана и объявления его в 202 году до н. э. императором династии Хань, Сяо Хэ получил титул «хоу» (вроде маркиза). В том же году распространил свои реформы и законы судебника на всю империю.
В 201 году до н. э. Сяо Хэ поручено было восстановить прежнюю столицу Цинь — Сяньян и свести императорский комплекс. После завершения работ город получил новое название Чанъань. В 196 году до н. э. вместе с императрицей Люй Чжи предупредил заговор военных Хань Синя, который был казнен.
В 195 году до н. э. после смерти императора Гао-цзу (Лю Бана) сохранил свою должность при новом правителе Хуэй-ди. Умер в 193 году до н. э. в Чанъане. После его смерти власть взял род Люй.